# Власенко, Пётр Андреевич
Пётр Андреевич Власенко (14 ноября 1923, Головчино, Курская губерния — 27 октября 1986, Киев) — участник Великой Отечественной войны, стрелок 2-го стрелкового батальона 465-го стрелкового полка 167-й Сумской Краснознаменной стрелковой дивизии, красноармеец, Герой Советского Союза (1943) (позднее — полковник юстиции).

## Биография
Пётр Власенко родился 14 ноября 1923 года в селе Головчино (ныне — Грайворонский район Белгородской области) в семье крестьянина. Получил среднее образование, работал на железной дороге, затем был шофёром автоотряда. В 1943 году Власенко был призван на службу в РККА. С того же года — на фронтах Великой Отечественной войны. Принимал участие в боях на Воронежском фронте, был стрелком 465-го стрелкового полка 167-й стрелковой дивизии 38-й армии. Отличился во время битвы за Днепр.
В ночь с 29 на 30 сентября 1943 года Власенко переправился через Днепр в районе села Вышгород Киевской области Украинской ССР, занял там удобную позицию и вёл огонь по вражеским огневым точкам. Действия Власенко позволили обеспечить переправу мелких групп советских бойцов. Также отличился в ходе боёв за удержание и расширение плацдарма на западном берегу реки.
Указом Президиума Верховного Совета СССР от 13 ноября 1943 года за «мужество и героизм, проявленные при форсировании Днепра и удержании плацдарма» красноармеец Пётр Власенко был удостоен высокого звания Героя Советского Союза с вручением ордена Ленина и медали «Золотая Звезда» за номером 3916.
В годы Великой Отечественной в Красной Армии существовала практика спасения Героев Советского Союза. Чтобы отличившийся боец не погиб на фронте, его отправляли на учебу в тыл. Так было и с Петром Власенко. Весной 1944 года был зачислен в Саратовское танковое училище. После его окончания младший лейтенант Власенко участвовал в войне с Японией.
После окончания войны Власенко продолжил службу в Советской Армии. В 1955 году он окончил Военно-юридическую академию, работал в военной прокуратуре. В 1974 году в звании полковника юстиции он вышел в отставку. Проживал в Киеве, умер 27 октября 1986 года, похоронен на Лукьяновском военном кладбище.

## Награды
Был также награждён орденами Красного Знамени и Отечественной войны 1-й степени, а также рядом медалей.

## Память
- В г. Грайворон на Мемориале памяти герою установлен бюст.

Бюст Герою Советского Союза Власенко Петру Андреевичу, Мемориал памяти г. Грайворон, Белгородская обл., РФ
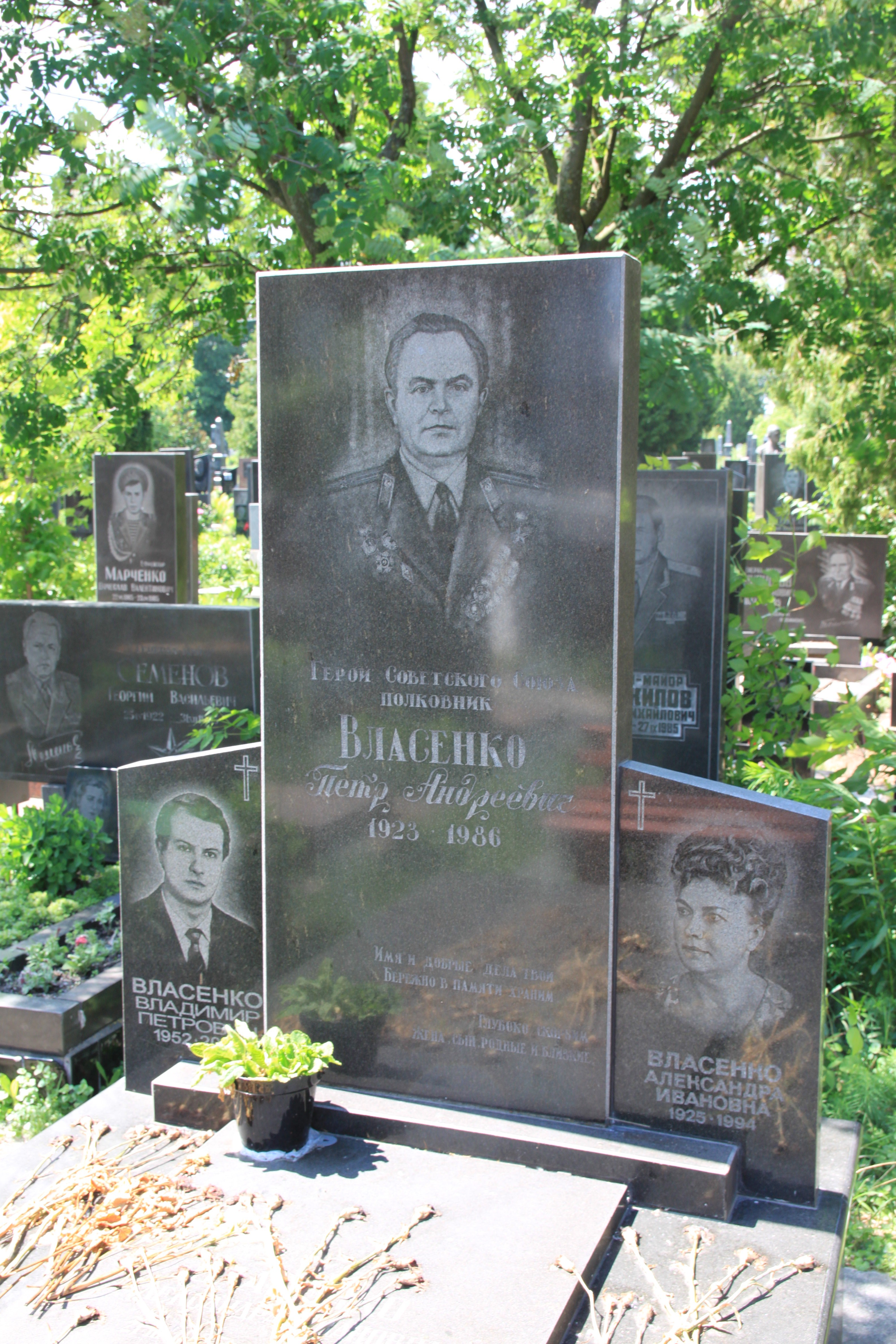
Могила Власенко на Лукьяновском военном кладбище Киева.